# عبد الله شريدي
عبد الله شريدي (توفي في 16 تموز 2003)، قيادي سلفي فلسطيني عاش في مخيم عين الحلوة في جنوب لبنان، وهو نجل مؤسس عصبة الأنصار الشيخ هشام شريدي، ومؤسس عصبة النورالتي انشقت عنها عام 1991 بعد مقتل والده على يد أعضاء حركة فتح. وفي أيار 2003 اندلعت اشتباكات بين عصبة النور وعصبة الأنصار من جهة، وحركة فتح من جهة أخرى، أدت إلى إصابة عبد الله شريدي ووفاته متأثرا بجراحه في 16 تموز وقد خلفه في قيادة العصبة شقيقه الاصغر محمد شريدي، الذي واصل المواجهة المسلحة مع حركة فتح وقتل أيضا في شباطر 2004.